# Contea di Boxing
La contea di Boxing (博兴县S, Bóxīng XiànP) è una contea della Cina, situata nella provincia dello Shandong e amministrata dalla prefettura di Binzhou.